# L'altra madre
L'altra madre è un singolo di Fiorella Mannoia del 1994, estratto dall'album Gente comune.

## Il brano
Il brano è stato prodotto nel 1994 sotto l'etichetta Harpo; ha una durata di 5 minuti e 48 secondi ed è stato scritto da Enrico Ruggeri e Luigi Schiavone. Del brano viene realizzato anche un cd a tiratura limitata di 300 copie per la produzione di Piero Fabrizi.

## Tracce
1. L'altra madre – 5:48 (Enrico Ruggeri e Luigi Schiavone)